# Triple saut féminin aux Jeux olympiques d'été de 2012
Navigation
Pékin 2008 Rio 2016
Le concours du triple saut féminin aux Jeux olympiques de 2012 a lieu le 3 août pour les qualifications, la finale a lieu le 5 août dans le Stade olympique de Londres.
Les limites de qualifications étaient de 14,30 m pour la limite A et de 14,10 m pour la limite B.

## Records
Avant cette compétition, les records dans cette discipline étaient les suivants :
| Record du monde  | 15,50 m | Inessa Kravets         | Ukraine  | 10 août 1995 | Göteborg |
| Record olympique | 15,39 m | Françoise Mbango Etone | Cameroun | 17 août 2008 | Pékin    |

## Médaillées
| Or            | Argent            | Bronze         |
| Olga Rypakova | Caterine Ibargüen | Olha Saladukha |

## Résultats

### Finale (5 août)
| Rang               | Pays                 | Athlète         | Essais | Essais | Essais | Essais | Essais | Essais | Marque | Notes |
| Rang               | Pays                 | Athlète         | 1      | 2      | 3      | 4      | 5      | 6      | Marque | Notes |
| ------------------ | -------------------- | --------------- | ------ | ------ | ------ | ------ | ------ | ------ | ------ | ----- |
| Médaille d'or      | Olga Rypakova        | Kazakhstan      | 14,54  | X      | 14,98  | X      | 14,89  | 14,40  | 14,98  |       |
| Médaille d'argent  | Caterine Ibargüen    | Colombie        | 14,45  | 13,99  | 14,67  | 14,37  | 14,35  | 14,80  | 14,80  |       |
| Médaille de bronze | Olha Saladukha       | Ukraine         | 13,92  | 14,48  | X      | 14,53  | 14,51  | 14,79  | 14,79  |       |
| 4                  | Hanna Knyazyeva      | Ukraine         | X      | 14,56  | 14,16  | 14,14  | 14,16  | X      | 14,56  |       |
| 5                  | Yamilé Aldama        | Grande-Bretagne | 14,10  | 14,09  | 14,39  | 14,32  | 14,43  | 14,48  | 14,48  |       |
| 6                  | Kimberly Williams    | Jamaïque        | 14,35  | X      | 14,48  | 14,19  | X      | 14,20  | 14,48  |       |
| 7                  | Trecia-Kaye Smith    | Jamaïque        | X      | X      | 14,35  | 14,34  | 13,74  | X      | 14,35  |       |
| 8                  | Yargelis Savigne     | Cuba            | 14,12  | 12,13  | 13,91  | NC     | NC     | NC     | 14,12  |       |
| 9                  | Tatyana Lebedeva     | Russie          | 14,11  | 14,03  | 14,01  | NC     | NC     | NC     | 14,11  |       |
| 10                 | Marija Šestak        | Slovénie        | 13,84  | 13,98  | 13,98  | NC     | NC     | NC     | 13,98  |       |
| 11                 | Dana Velďáková       | Slovaquie       | X      | X      | 11,92  | NC     | NC     | NC     | 11,92  |       |
| —                  | Victoria Valyukevich | Russie          | 14.24  | 13,75  | 14,18  | 13,75  | 14,15  | X      | DSQ    |       |

### Qualifications (3 août)
| Rang | Groupe | Athlète                 | Nationalité       | #1    | #2    | #3    | Résultat | Notes |
| ---- | ------ | ----------------------- | ----------------- | ----- | ----- | ----- | -------- | ----- |
| 1    | B      | Olga Rypakova           | Kazakhstan        | X     | 13,99 | 14,79 | 14,79    | Q     |
| 2    | A      | Kimberly Williams       | Jamaïque          | 14,53 | –     | –     | 14,53    | Q, PB |
| 3    | A      | Yamilé Aldama           | Grande-Bretagne   | 14,45 | –     | –     | 14,45    | Q     |
| 4    | B      | Caterine Ibargüen       | Colombie          | 14,24 | 14,42 | –     | 14,42    | Q     |
| 5    | A      | Olha Saladukha          | Ukraine           | 14,26 | 14,35 | X     | 14,35    | q     |
| 6    | B      | Hanna Knyazyeva         | Ukraine           | 14,33 | X     | X     | 14,33    | q     |
| 7    | B      | Trecia-Kaye Smith       | Jamaïque          | X     | 14,31 | X     | 14,31    | q, SB |
| 8    | A      | Tatyana Lebedeva        | Russie            | 14,17 | 14,30 | –     | 14,30    | q     |
| 9    | B      | Yargeris Savigne        | Cuba              | 14,22 | 14,28 | 14,02 | 14,28    | q     |
| 10   | A      | Dana Velďáková          | Slovaquie         | X     | 14,22 | 13,84 | 14,22    | q     |
| 11   | A      | Victoria Valyukevich    | Russie            | 14,09 | 14,19 | 13,86 | 14,19    | q     |
| 12   | A      | Marija Šestak           | Slovénie          | X     | 14,16 | 14,12 | 14,16    | q     |
| 13   | B      | Patrícia Mamona         | Portugal          | 14,11 | 13,97 | 13,96 | 14,11    |       |
| 14   | B      | Ayanna Alexander        | Trinité-et-Tobago | 13,98 | 13,92 | 14,09 | 14,09    |       |
| 15   | A      | Hanna Demydova          | Ukraine           | 13,97 | 13,60 | X     | 13,97    |       |
| 15   | B      | Dailenys Alcántara      | Cuba              | 13,97 | X     | X     | 13,97    |       |
| 17   | B      | Veronika Mosina         | Russie            | 13,72 | 13,56 | 13,96 | 13,96    |       |
| 18   | B      | Simona La Mantia        | Italie            | 13,77 | 13,92 | 13,73 | 13,92    |       |
| 19   | A      | Josleidy Ribalta        | Cuba              | 13,71 | 13,12 | 13,88 | 13,88    |       |
| 20   | B      | Keila Costa             | Brésil            | X     | 13,69 | 13,84 | 13,84    |       |
| 20   | B      | Svetlana Bolshakova     | Belgique          | 13,84 | 13,42 | 13,45 | 13,84    |       |
| 22   | B      | Mayookha Johny          | Inde              | 13,77 | 13,68 | 13,62 | 13,77    |       |
| 23   | B      | Xie Limei               | Chine             | 13,63 | X     | 13,69 | 13,69    |       |
| 24   | A      | Niki Panetta            | Grèce             | X     | 13,66 | 13,63 | 13,66    |       |
| 25   | B      | Biljana Topić           | Serbie            | X     | X     | 13,66 | 13,66    |       |
| 26   | B      | Patricia Sarrapio       | Espagne           | X     | 13,64 | X     | 13,64    |       |
| 27   | A      | Amanda Smock            | États-Unis        | X     | 13,43 | 13,61 | 13,61    |       |
| 28   | A      | Aleksandra Kotlyarova   | Ouzbékistan       | 13,33 | X     | 13,55 | 13,55    |       |
| 29   | B      | Anastasiya Juravleva    | Ouzbékistan       | 13,54 | X     | X     | 13,54    |       |
| 30   | A      | Li Yanmei               | Chine             | 13,43 | 12,78 | 13,15 | 13,43    |       |
| 31   | A      | Irina Litvinenko Ektova | Kazakhstan        | 13,39 | X     | X     | 13,39    |       |
| 32   | A      | Andriana Banova         | Bulgarie          | X     | 12,88 | 13,33 | 13,33    |       |
| 33   | B      | Athanasia Perra         | Grèce             | X     | X     | 11,93 | 11,93    |       |
| –    | A      | Cristina Bujin          | Roumanie          | X     | X     | X     | NM       |       |
| –    | A      | Kseniya Dziatsuk        | Biélorussie       | X     | X     | X     | NM       |       |

## Légende
Records et Performances
- AR : Record continental (area record)
- CR : Record des championnats (championship record)
- MR : Record du meeting (meet record)
- NR : Record national (national record)
- OR : Record olympique (olympic record)
- PR : Record paralympique (paralympic record)
- PB : Record personnel (personal best)
- SB : Meilleure performance personnelle de la saison (season's best)
- WL : Meilleure performance mondiale de l'année (world leader)
- WJR : Record du monde junior (world junior record)
- WR : Record du monde (world record)

Circonstances et Conditions
- DNF : N'a pas terminé (did not finish)
- DNS : N'a pas pris le départ (did not start)
- DQ : Disqualification (disqualification)
- NM : Aucun essai valable enregistré (No Mark)
- Q : Qualifié « directement » au prochain tour (ou à la prochaine compétition), lors d'une compétition majeure, grâce au classement ou à la réalisation des minima (automatic qualifier)
- q : Qualifié au prochain tour (ou à la prochaine compétition), lors d'une compétition majeure, grâce au repêchage ou à la réalisation de l'une des meilleures performances parmi celles des « non qualifiés directement » (grâce au meilleur temps ou à la meilleure distance par exemple) (secondary qualifier)